# Große Synagoge (Tykocin)
Koordinaten: 53° 12′ 20,2″ N, 22° 46′ 1,9″ O

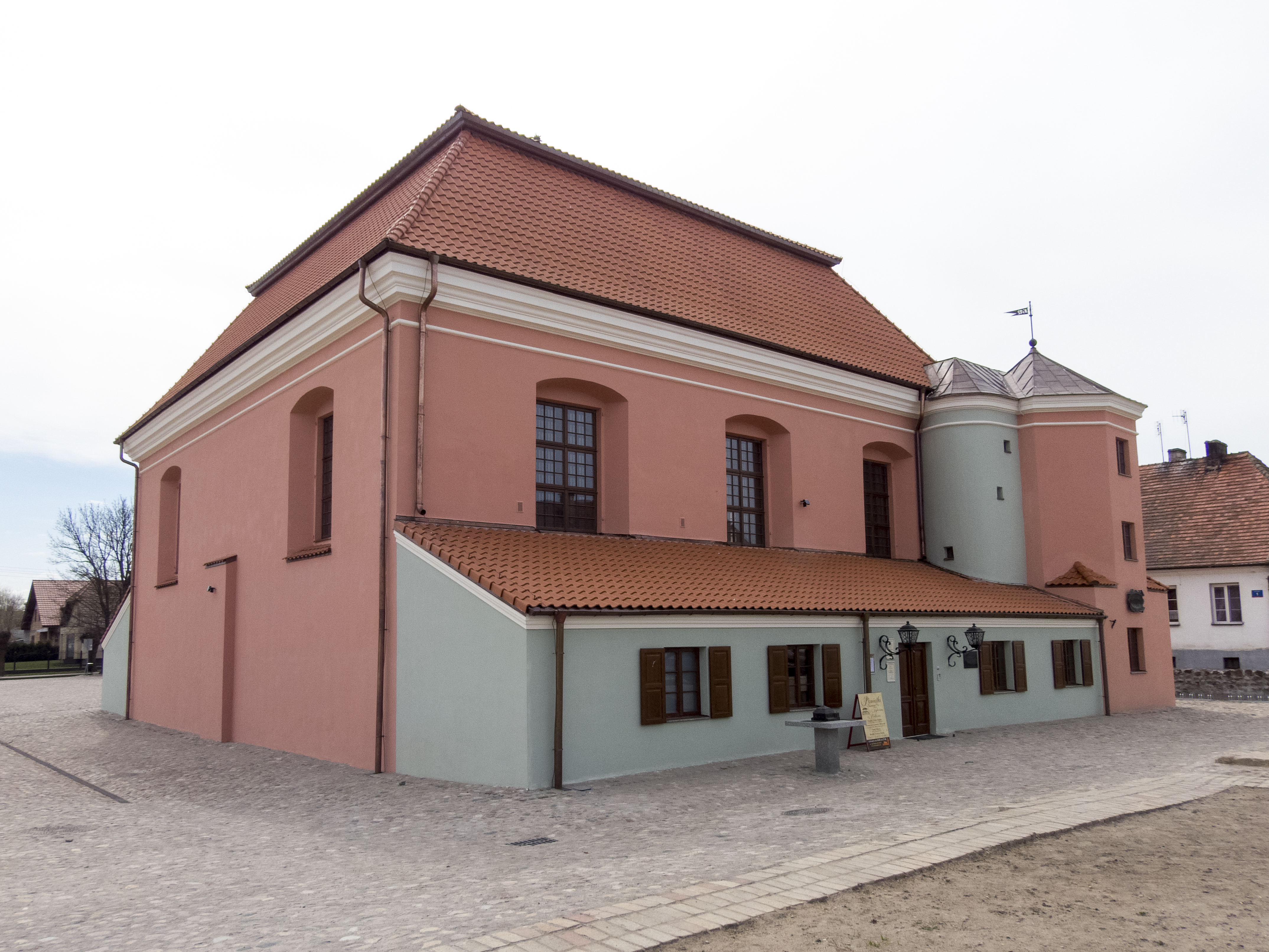
Große Synagoge in Tykocin

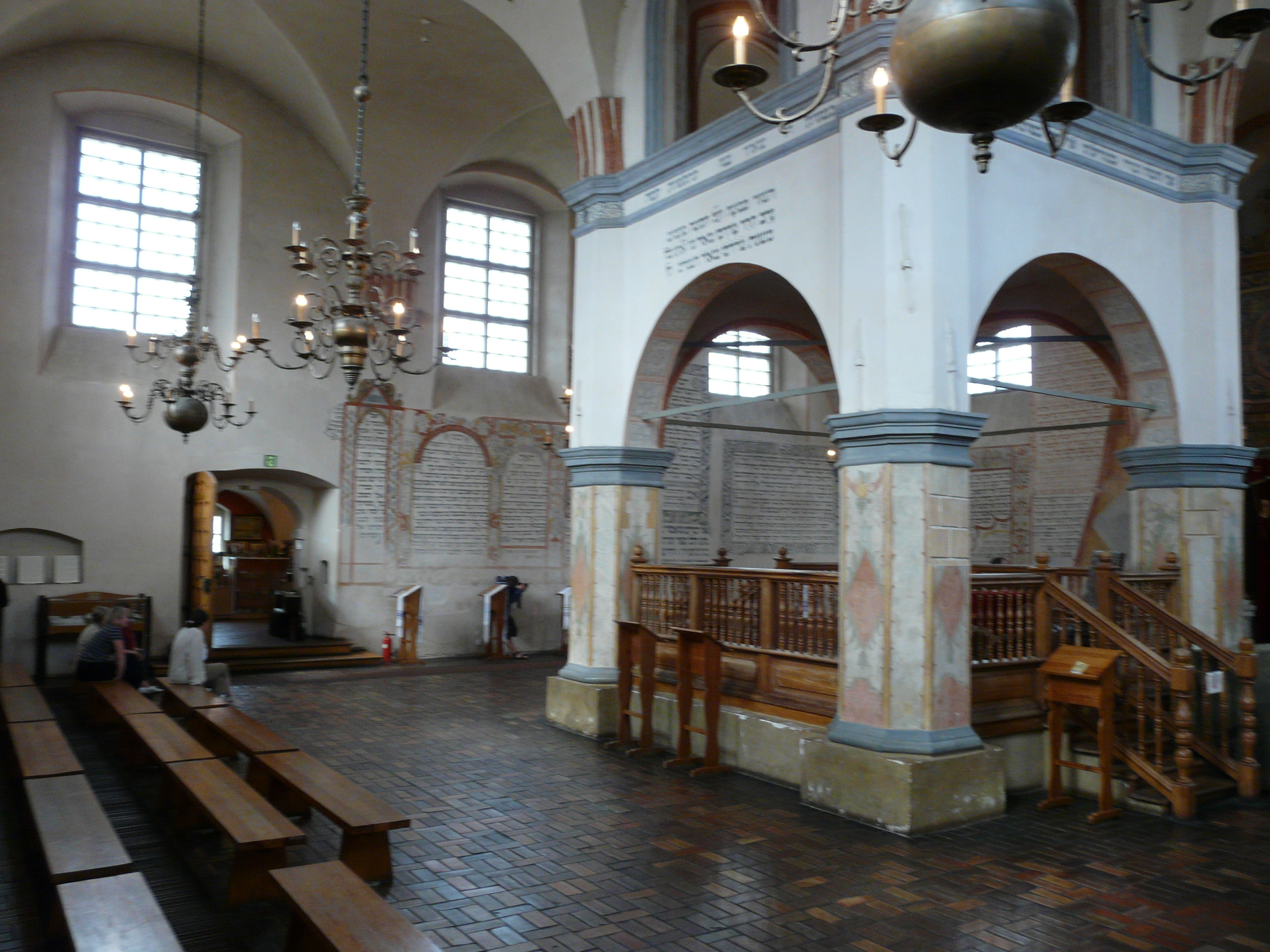
Innenansicht mit Bima (2013)

Die Große Synagoge in Tykocin, einer polnischen Stadt in der Woiwodschaft Podlachien, wurde 1642 an der Stelle eines hölzernen Vorgängerbaus aus dem 15. Jahrhundert errichtet. Die profanierte Synagoge in der Kozia-Straße, neben der Kleinen Synagoge, ist seit 1957 ein geschütztes Kulturdenkmal.
Neben der Synagoge in der belarussischen Stadt Slonim ist dieses die einzige Synagoge aus dem 17. Jahrhundert, in der die Stützbima nahezu unverändert erhalten ist.
Die Synagoge im Stil des Barocks wurde während des Zweiten Weltkriegs von den deutschen Besatzern verwüstet und als Lager genutzt. In den 1970er Jahren wurde das Gebäude renoviert.
Heute ist ein Jüdisches Museum im Synagogengebäude untergebracht.